# Jerevans historiska museum

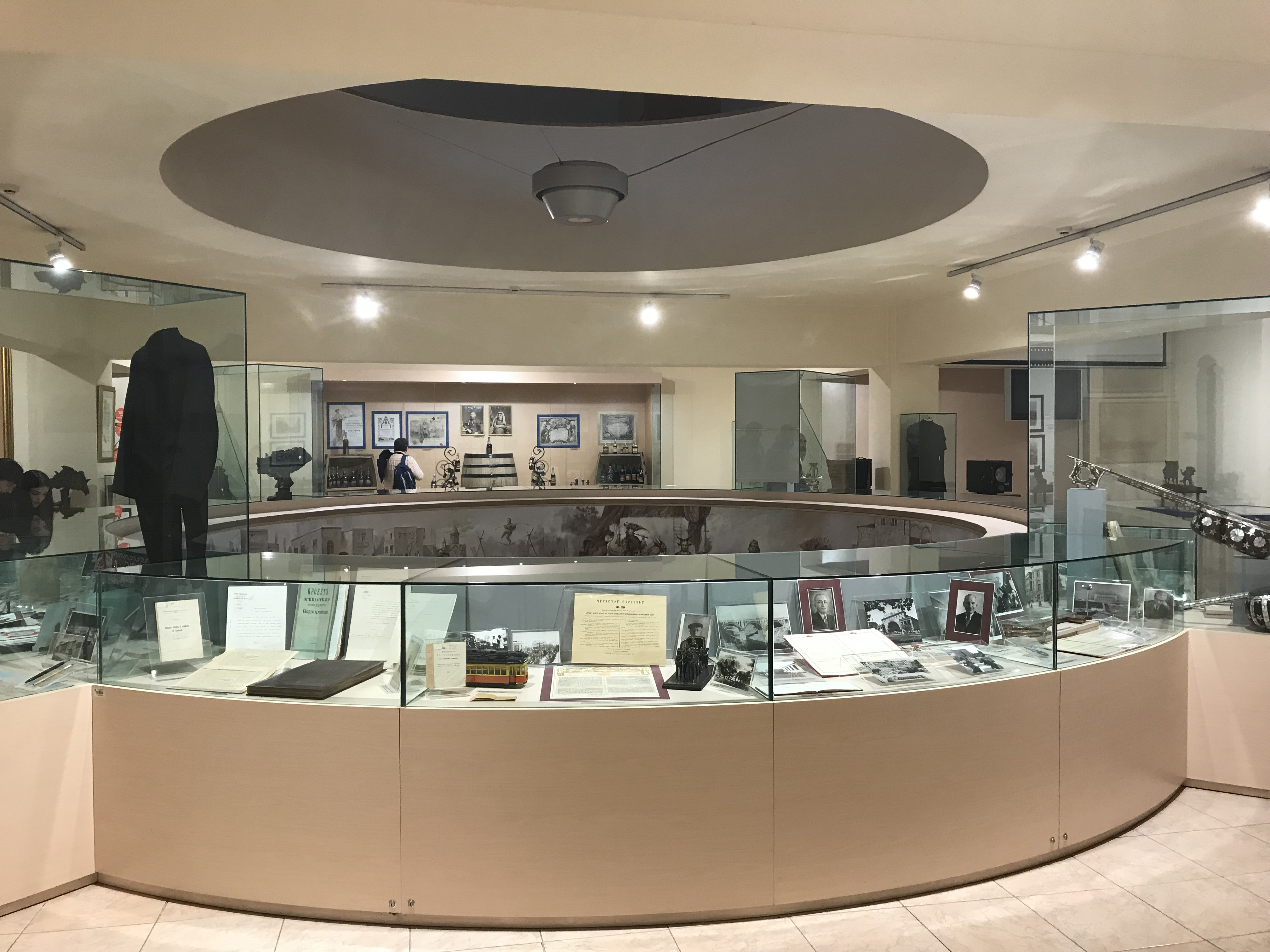
Museets foajé.

Jerevans historiska museum (armeniska: Երևանի Պատմության Թանգարան (Yerevani Patmut'yan T'angaran)) är Armeniens huvudstads Jerevans historiska museum, beläget på Argisjtigatan 1/1 i stadsdelen Kentron. Museet hade 2017 över 94 000 utställningsföremål från olika tidsepoker i stadens 2 800-åriga historia.

## Historik
Museet, som grundades 1931 som "Kommunmuseum", och som 1936 döptes om till Jerevans historiska museum, har genom åren haft flera olika adresser:
- 1931-1936 : De första åren låg museet i samma hus som Jerevans brandkår, på andra våningen.
- 1936-1994 : Museet låg i Blå moskén i Jerevan.
- 1994-1997 : Museet fanns i en byggnad som tidigare varit Hripsimeh gymnasieskola för flickor.
- 1997-2005 : Museet huserade i skolan N1, som var döpt efter revolutionären och politikern Stepan Shahoumian.
- Sedan 2005 ligger museet i en av arkitekten Jim Torosian ritad tillbyggnad till Jerevans stadshus.